# Crise alimentar de 2011 no Corno de África

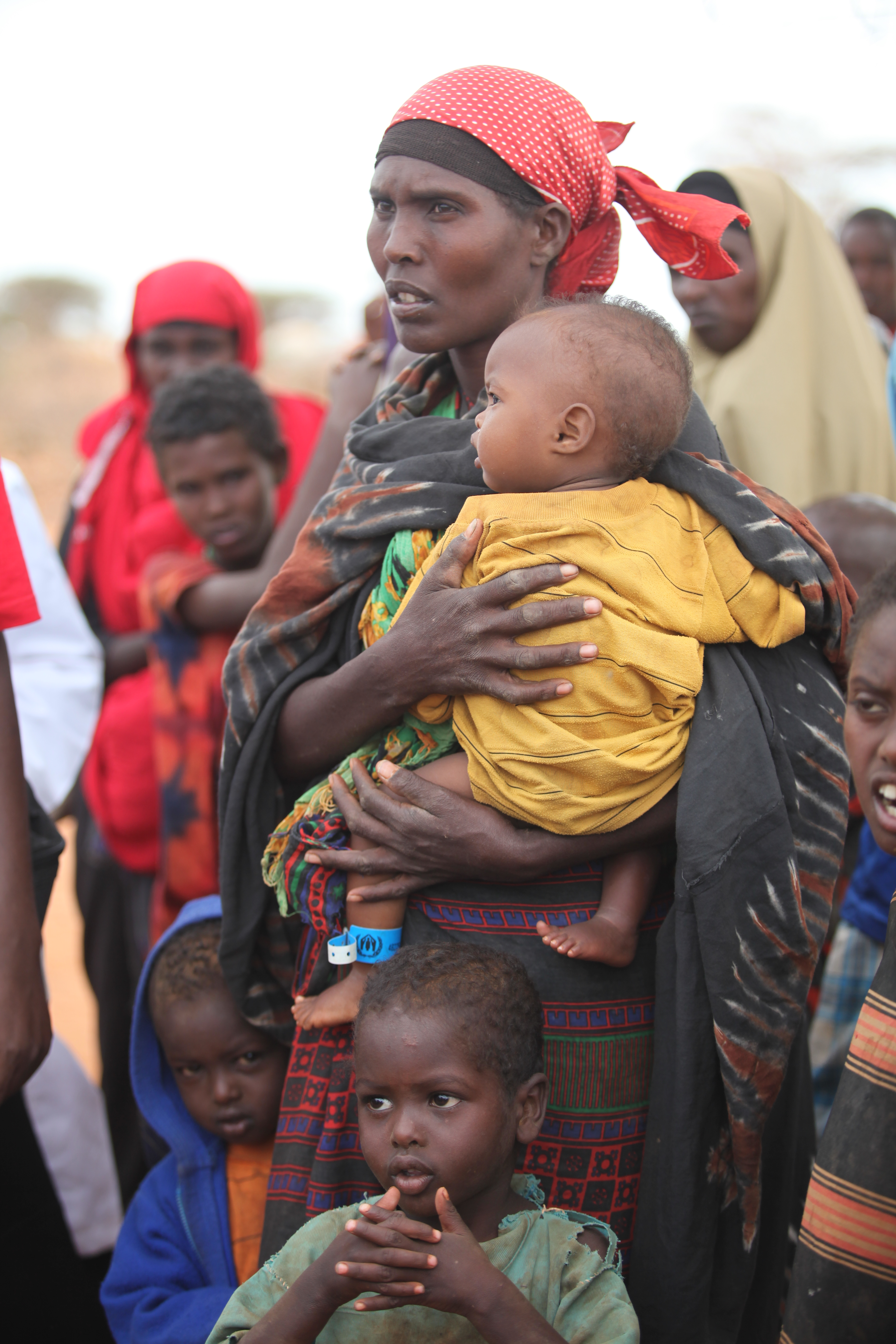
Mulheres e crianças à espera para entrar num campo de refugiados superpovoado em Dadaab, Quénia.

A crise alimentar de 2011 no Corno de África (ou Chifre da África) é uma situação de carestia em várias regiões do Corno de África devido a uma seca que afetou a região do leste africano. A seca, a "maior seca há 60 anos", levou a uma crise alimentar na Somália, Etiópia e Quénia, ameaçando a vida de mais de 10 milhões de indivíduos. Outros países, dentro e fora do Corno de África, incluindo Djibuti, Sudão, Sudão do Sul e algumas regiões do Uganda, estão também afetados pela crise alimentar.
No início do mês de julho, a Famine Early Warning Systems Network (FEWS-Net) declara o estado de emergência para o sul da Somália, o sudoeste da Etiópia, e para o nordeste do Quénia, sendo que as atuais condições desses países são muito preocupantes. A 20 de julho as Nações Unidas notam, pela primeira vez desde a carestia na Etiópia de 1984, a falta de alimentos em várias regiões da Somália, vitimando um milhão de indivíduos. Uma dezena de milhares de indivíduos perderam a vida no sul da Somália antes do evento ter sido mediatizado.

## Causas

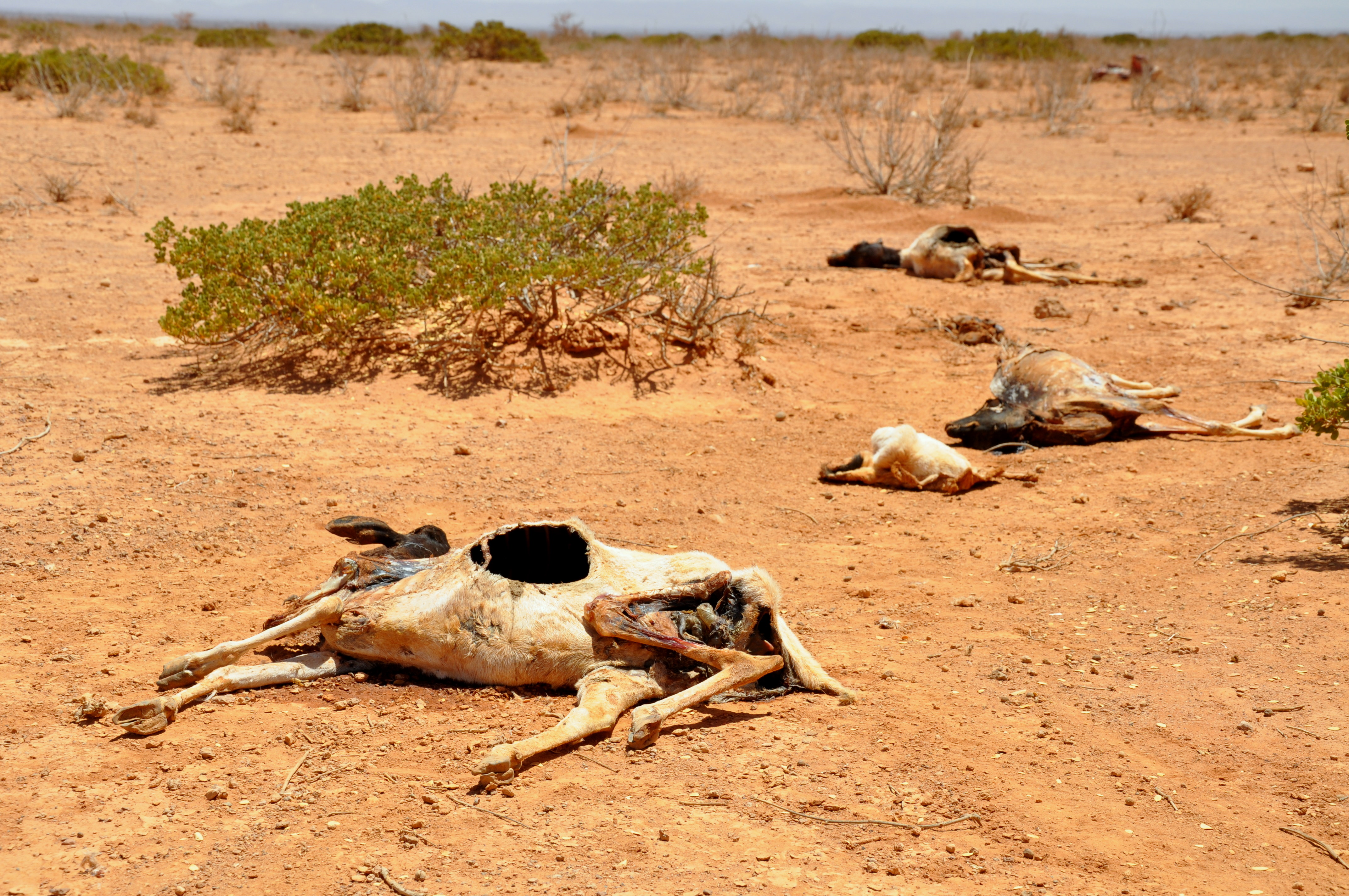
Carcaças de ovelhas e cabras encontradas após a seca em Waridaad, na região da Somalilândia.

As condições meteorológicas do Oceano Pacífico, que se desenvolveram numa forte e não habitual La Niña, interromperam as chuvas sazonais durante duas estações consecutivas. Nenhuma gota de chuva caiu no Quénia, Etiópia ou Somália (durante dois anos). Em algumas zonas, o nível de precipitação na estação das chuvas, do fim de março ao início de junho, caiu 30% entre 1995 e 2010. A falta de chuva enfraqueceu o cultivo, diminuindo as hipóteses de obtenção de alimentos. A chuva não deverá voltar antes do mês de setembro. O grupo rebelde Al-Shabaab piora ainda mais a crise.
Rajiv Shah, chefe da Agência dos Estados Unidos para o Desenvolvimento Internacional, explica que as mudanças climáticas contribuiram para a gravidade da crise. Entretanto dois especialistas, acompanhados do International Livestock Research Institute (ILRI), dizem que ainda é cedo para falar das mudanças climáticas a respeito da seca. É mais certo que um forte fenômeno La Niña tenha contribuído para a intensidade da seca.
A tardia divulgação nos meios de comunicação da crise foi fortemente criticada. Jane Cocking, diretora humanitária de Oxfam, explica que ainda são possíveis várias soluções.

## Situação humanitária
| População que necessita de ajuda                                                           |                 |            |            |
|                                                                                            | População local | Refugiados | Total      |
| Djibuti                                                                                    | 146 600         | 17 600     | 164 200    |
| Quênia                                                                                     | 2 400 000*      | 514 545**  | 2 914 545  |
| Somália                                                                                    | 3 700 000       | 0          | 3 700 000  |
| Etiópia                                                                                    | 4 567 256       | 228 014    | 4 795 270  |
| Total                                                                                      | 10 813 856      | 760.159    | 11.574.015 |
| Fote: OCHA * Espera-se agravamento em agosto. ** Registados em 17 de julho de 2011 (UNHCR) |                 |            |            |

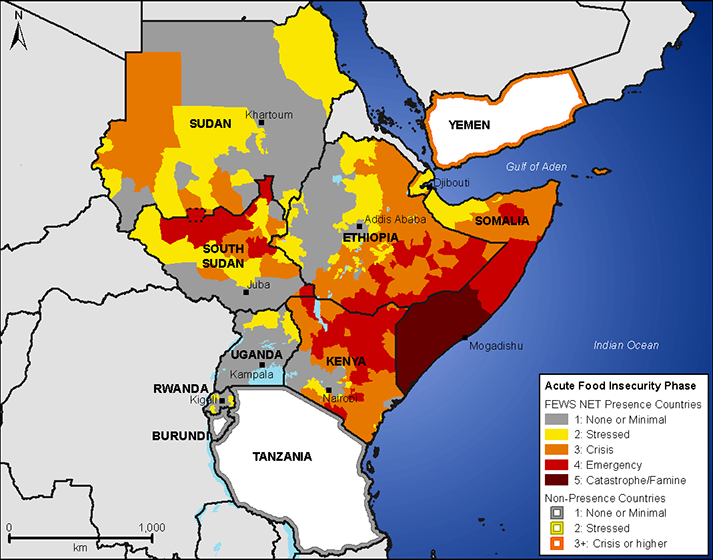
Mapa da crise alimentar de 2011 no Corno de África

A carestia teve origem em Shabeellaha Hoose e Bakool, duas regiões do sul da Somália.. De acordo com o coordenador humanitário da ONU para a Somália, esta situação ir-se-á propagar às outras oito províncias se não se agir imediatamente. The Economist informou que a fome pode estender-se a todo o Corno de África, "uma situação... inédita em 25 anos".
Em 3 de agosto, mais três regiões da Somália, incluindo zonas de Mogadíscio, foram declaradas em estado de fome, segundo anunciou a ONU.
Mais de 800000 indivíduos fugiram das regiões afetadas pela seca do sul da Somália em direção aos países vizinhos, principalmente para o Quénia e a Etiópia. Os campos de Dadaab (Quénia) acolheram perto de 440000 refugiados, atingindo 300% da sua capacidade máxima de acolhimento. Mais de 1400 refugiados fogem, por dia, do sul da Somália. O porta-voz do Alto Comissariado da ONU para os refugiados, Melissa Fleming, explica que um bom número desses refugiados morre durante o percurso.

## Resposta internacional
Em 27 de julho de 2011, o Programa Alimentar Mundial da ONU anunciou que começou o transporte aéreo de comida para a Somália. Dez toneladas de comida foram levadas nesse dia para Mogadíscio, com planos para expandir a entrega ao sul da Somália, onde milhões se mantêm inacessíveis, e estão demasiado débeis para cruzar a fronteira com o Quénia. No entanto, entregar a comida na região é complicado, pois o grupo Al-Shabaab não permite que algumas agências estrangeiras de ajuda trabalhem no país.